# Чугинка
Чуги́нка — село в Україні, у Широківській селищній громаді Щастинського району Луганської області.
Неподалік від Чугинки розташована Киселева балка — святе місце православних християн Луганщини й сусідніх російських сіл. Також біля села розташований ландшафтний заказник «Урочище Терське».

## Історія
У 1932–1933 роках Чугинська сільська рада постраждала від Голодомору. За свідченнями очевидців кількість померлих склала щонайменше 64 особи, імена яких встановлено.

## Населення
За даними перепису 2001 року населення села становило 1128 осіб, з них 5,94% зазначили рідною мову українську, 92,73% — російську, а 1,33% — іншу.

## Відомі люди
У селі народився, жив, працював і помер Герой Радянського Союзу А. М. Золкін (1907–1991).